# Sankt Bartholomä
Sankt Bartholomä là một đô thị thuộc huyện Graz-Umgebung bang Steiermark, nước Áo. Đô thị Sankt Bartholomä có diện tích 11,75 km², dân số thời điểm cuối năm 2008 là 1392 người.